# 六月遣送
六月遣送，是蘇聯在1941年6月14日進行的大規模驅逐波羅的海三國、蘇佔波蘭東部（包括今白俄羅斯和烏克蘭的部分地區）和摩爾多瓦人口的行動。
蘇聯在1940年佔領和吞併波羅的海三國後，為驅逐「反蘇分子」，把該地區多數男人監禁在西伯利亞的古拉格，婦女和兒童則安置在基洛夫州、托木斯克、鄂木斯克和新西伯利亞州，以及克拉斯諾雅爾斯克和阿爾泰邊疆區，大約有一半最終活了下來。
在戰爭開始後蘇聯進行更大規模的驅逐，被稱為冲浪行动。